# Kipper

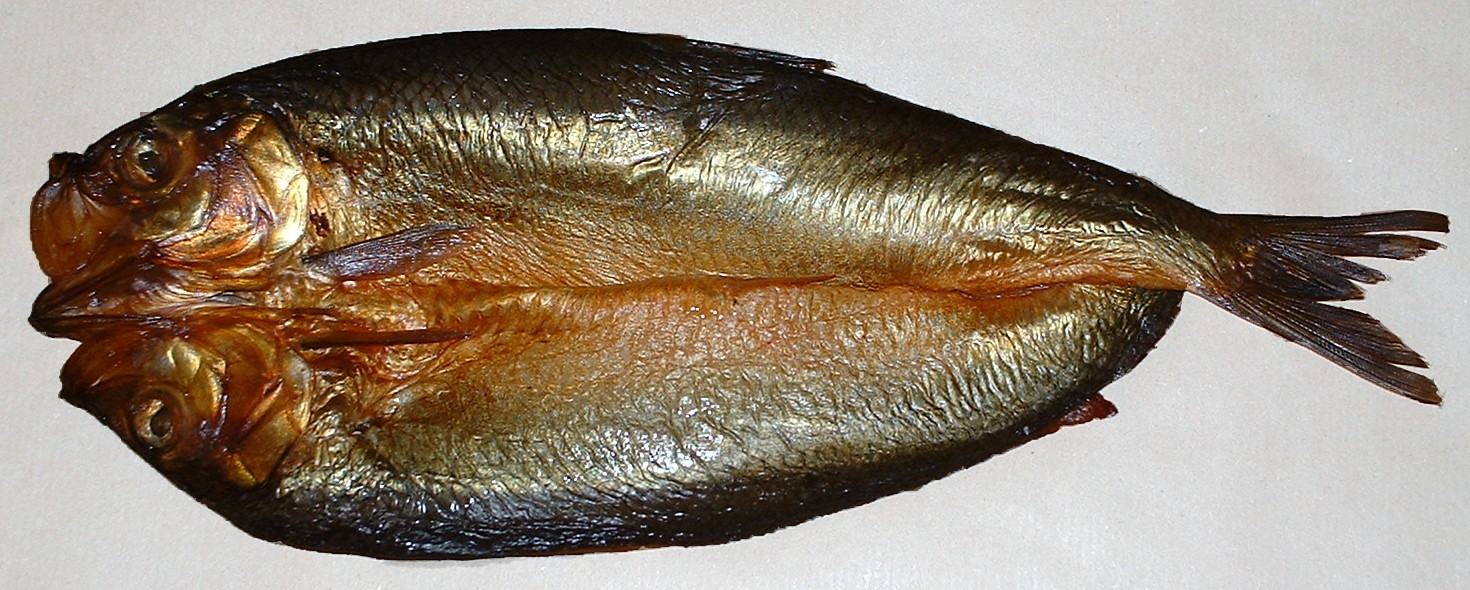
Exemple de kipper.

Un kipper (également appelé « hareng rouge ») est un mode de préparation et de conservation du poisson (généralement un grand hareng ou un saumon) qui, entier, a été fendu en deux de la tête à la queue, évidé, aplati, débarrassé de ses arêtes, salé et à peine fumé (à froid), ce qui lui donne une couleur rouge.
Les Britanniques le servent parfois au petit déjeuner (breakfast) en lieu et place ou en complément des œufs au bacon.
Le kipper se mange tel quel ou cuit brièvement. Il est vendu frais, en conserve, surgelé ou en sachets prêts à cuire. 

## Étymologie
On pense que le mot dérive du vieil anglais cypera, ou cuivre, d'après la couleur du poisson. Ce mot a plusieurs parallèles possibles, comme l'islandais kippa qui signifie « tirer, arracher » et le germanique kippen qui signifie « incliner, basculer, pencher ». De même, le moyen anglais kipe désigne un panier utilisé pour attraper le poisson. Une autre théorie attribue le mot kipper au kip, ou petit bec que les saumons mâles développent pendant la saison de reproduction.
Le verbe kippering signifie conserver en frottant avec du sel ou d'autres épices avant de sécher à l'air libre ou en fumant. Initialement appliqué à la conservation des surplus de poisson (notamment ceux appelés kips pêchés lors des montaisons), le kippering désigne désormais la conservation de tout poisson, volaille, bœuf ou autre viande de la même manière. Ce procédé est généralement amélioré par le nettoyage, le filetage, le découpage en papillon ou le tranchage des aliments afin d'exposer une surface maximale aux agents de séchage et de conservation.